# Маяк Ґалле
Маяк Ґалле (також відомий як Pointe de Galle Light) — це береговий маяк у Ґалле, Шрі-Ланка, яким керує та обслуговує Адміністрація портів Шрі-Ланки. Це найстаріша світлова станція Шрі-Ланки.

## Історія
Філіп Бальдеус, нідерландський міністр, який служив у цьому районі наприкінці 1650-х років, докладно описав свої спостереження за гаванню Ґалле у своїй праці «Опис узбережжя Ост-Індії, Малабару та Коромандель», зазначивши, що на валах стояла залізна гармата та ліхтар для скерування моряків на вершині скелі на висоті 28 футів над рівнем моря, яка стирчала в море.
Перший маяк у Галле був побудований англійцями в 1848 році. Це був чавунний маяк заввишки 24,4 м (80 футів), побудований із чавунних плит, імпортованих з Англії, спроектований британським архітектором Олександром Гордоном і споруджений паном Робінсоном, інженерами Пімліко. Маяк, пофарбований у білий колір, був розташований на південно-західному бастіоні, Utrtecht Bastion, форту Галле на західній стороні гавані Галле. Він мав нерухому точкову лампу з витягнутими відбивачами, яку було видно на відстані 19 км (12 миль). У липні 1936 року його знищила пожежа.
Нинішній бетонний маяк висотою 26,5 м (87 футів) був споруджений британцями приблизно за 100 м (330 футів) від початкового місця в 1939 році. Оригінальний ліхтар був оснащений скляною призмовою лінзою, що плавала у ванні з ртуттю (для зменшення тертя), і живився від машини, що приводилася в рух вагою.
Світлова станція знаходиться в стінах стародавнього форту Галле, об’єкта Всесвітньої спадщини ЮНЕСКО та відомого туристичного об’єкта. Маяк стратегічно розташований на південному кінці мису, побудований приблизно на 6 м (20 футів) над рівнем дороги на валах, у місці, відомому як Бастіон Пойнт Утрехт, що забезпечує повний огляд будь-яких кораблів, які заходять у гавань Галле.